# Энглер, Адольф
Адо́льф Ге́нрих (Ха́йнрих) Гу́став Э́нглер (нем. Heinrich Gustav Adolf Engler; 25 марта 1844 — 10 октября 1930) — немецкий ботаник второй половины XIX — первой трети XX века, известный своими работами по таксономии растений и фитогеографии, среди которых самая знаменитая — «Естественная система семейств растений». Даже в начале XXI века его система классификации растений (Система Энглера) используется многими гербариями, определителями и флорами, являясь, пожалуй, единственной системой, которая описывает растения в широком смысле — от мхов и лишайников до цветковых растений.
Энглер написал и издал значительное количество трудов по таксономии. Он привлекал разных художников для оформления своих книг, но в конце концов остановил свой выбор на Йозефе Поле (нем. Joseph Pohl, 1864—1939), работавшем в технике гравюры на дереве. Сотрудничество Энглера и Поля продолжалось почти сорок лет. Поль нарезал более 33 000 гравюр для 6 000 таблиц книги Die naturlichen pflanzenfamilien. Он также оформлял Das pflanzenreich (1900—1953), Die pflanzenwelt Afrikas (1908—1910), Monographien afrikanischer pflanzenfamilien (1898—1904) и ежегодники Botanische jahrbucher.
Энглер был знатоком как общей таксономии растений, так и отдельных её разделов, в том числе рода Камнеломка, семейств Ароидные и Бурзеровые.
В 1913 году Лондонским Линнеевским обществом Энглер был награждён Медалью Линнея.
По последней воле Энглера он похоронен в Ботаническом саду в Берлин-Далеме.

## Путь в науке
Адольф Энглер родился в нижнесилезском городе Загане (ныне Жагань (пол. Żagań) в Польше).
Он учился в гимназии Марии-Магдалины в Бреслау (ныне Вроцлав, Польша); степень доктора философии (Ph.D.) получил в Университете Бреслау в 1866 году.
По завершении образования и нескольких лет работы учителем он приступил в 1871 году к обязанностям хранителя ботанических коллекций в Ботаническом институте Мюнхенского университета (нем. Botanische Institute der L.M.U. München), где проработал 7 лет.
В 1878 году он был утверждён в должности профессора Кильского университета. Там до 1884 года он преподавал ботаническую систематику.
В том же 1878 году Энглер был избран членом Леопольдины, Академии естественных наук Германии.
Вернувшись в Бреслау в 1884 году, он стал руководителем местного Ботанического сада, сменив на этом посту Генриха Роберта Гёпперта, и экстраординарным профессором ботаники в Университете.
С 1889 по 1921 год Энглер профессорствовал в Берлинском университете, совмещая лекции с работой руководителя Ботанического сада в Берлин-Далеме, который с его участием стал одним из крупнейших ботанических садов в мире: на площади 42 га там было собрано во время Энглера 20 000 видов растений.
Энглер много путешествовал по миру с научными целями, расширив знания о распространении растений, в особенности африканских. В 1889 году он исследовал флору Алжира и Туниса, в 1901 году — Канарских островов, в 1902 и 1905 годах — Южной и Восточной Африки, в 1906 году — тропическую часть Азии. В 1913 году он совершил кругосветное путешествие.
Энглер подготовил многих достойных последователей — известных ботаников. Его учениками были Рихард Кольквиц, Герман Морстатт, Карл-Отто Мюллер, Фридрих Рихард Шаудинн, Фердинанд Албин Пакс, Вильгельм Руланд, Юлиус Шустер и Георг Фолькенс.
Энглер был иностранным членом-корреспондентом (1888), а впоследствии почётным членом (1927) Российской академии наук.

## Основные труды

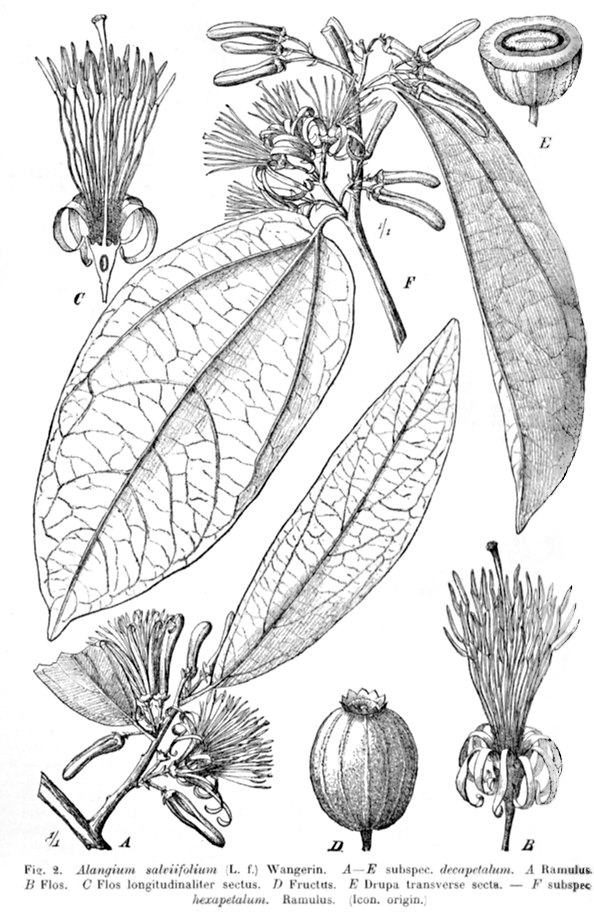
Alangium salviifolium. Ботаническая иллюстрация из книги Энглера Das Pflanzenreich

### Труды по таксономии растений
Адольф Энглер сотрудничал со многими другими выдающимися систематиками, например, помогал Альфонсу Декандолю в издании его «Монографий цветковых растений» (лат. Monographiae Phanerogamarum) и Марциусу — в монументальной «Бразильской флоре» (лат. Flora Brasiliensis).
Энглер был основателем (и до 1930 года — редактором) «Ботанического ежегодника систематики, фитоморфологии и фитогеографии» (нем. Botanische Jahrbücher für Systematik, Pflanzengeschichte und Pflanzengeographie), который издаётся в Лейпциге с 1881 года по сей день.

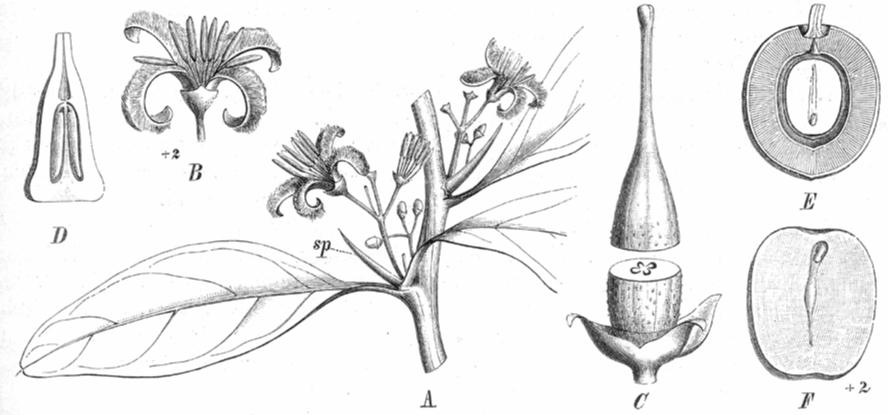
Ximenia americana. Ботаническая иллюстрация из книги Энглера и Прантля Die Natuerlichen Pflanzenfamilien, 1894

«Естественная система семейств растений» (нем. Die Natürlichen Pflanzenfamilien) — работа, созданная Энглером совместно со многими известными учёными, вышла 23 томами в период с 1887 по 1915 год под редакцией Карла Прантля (нем. Karl Anton Eugen Prantl). Этот бесценный труд стоит в одном ряду с другими подобными попытками очень тщательно систематизировать растения от мхов до цветковых растений. Второе, пока незаконченное издание этой работы продолжается с 1924 года; последний по времени выпуск осуществлён в 1995 году издательством Duncker und Humblot Verlag в Берлине.
«Растительное царство» (нем. Das Pflanzenreich : regni vegetablilis conspectus /herausgegeben von A. Engler.) также создано в сотрудничестве с другими ботаниками (издано в 1900—1968 годах). Эта серия монографий о семействах цветковых растений, которая по замыслу Энглера должна была охватывать все виды растений, существующие на Земле, в начале XXI века ещё не была завершена.
«Программа семейств цветковых растений» (нем. Syllabus der Pflanzenfamilien), дающая описание высших ботанических таксонов, является последним по времени обзором системы Энглера (12 издание вышло в 1954—1964 годах в издательстве H. Melchior & E. Werdermann).

### Труды по фитогеографии

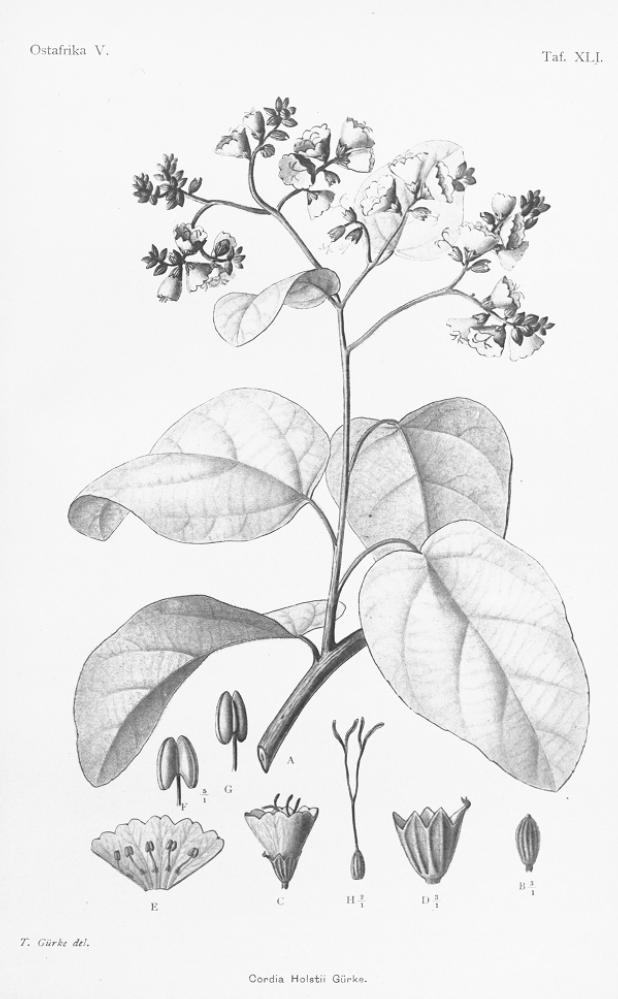
Cordia africana. Ботаническая иллюстрация из книги Энглера Die pflanzenwelt Ost-Afrikas und der nachbargebiete, 1895

Энглер был одним из первопроходцев в этой области науки. Он придавал большое значение таким факторам, как геология и биоразнообразие. В 1879 году он дал определение биогеографическим районам.
Важнейшими работами Энглера по фитогеографии являются 15-томная «Растительность Земли» (нем. Vegetation der Erde, 1896—1923 годы, совместно с Оскаром Друде) и «Мир растений Восточной Африки и близлежащих регионов» (нем. Die pflanzenwelt Ost-Afrikas und der nachbargebiete. Hrsg. unter redaktion von professor dr. A. Engler. Berlin, D. Reimer, 1895 год).

## В честь и память Энглера
Международная ассоциация таксономии растений (англ. The International Association for Plant Taxonomy, IAPT) учредила в его честь Медаль Энглера (1986) для поощрения выдающихся вкладов в таксономию.
Много родов растений названы именем Энглера: Энглераструм (Englerastrum Briq.), Энглерелла (Englerella Pierre), Энглерия (Engleria O.Hoffm.), Энглерина (Englerina Tiegh.), Энглерохарис (Englerocharis Muschl.), Энглеродафне (Englerodaphne Gilg), Энглеродендрон (Englerodendron Harms) и Энглерофитум (Englerophytum K.Krause).
Ботанический журнал Englera (ISSN 0170-4818), издаваемый Ботаническим садом и Ботаническим музеем в Берлин-Далеме, также назван в память Энглера.